# Петропавловский троллейбус
Петропавловский троллейбус (каз. Петропавл троллейбус) — закрытая троллейбусная система в городе Петропавловск (Казахстан).

## История
Троллейбусная сеть появилась в городе 25 декабря 1971 года.
Исторически четвёртая и сохранявшаяся в наибольшей степени до 2013 года в Казахстане троллейбусная система. На момент закрытия, стоимость проезда составляла 65 тенге. Предприятие находится в частной собственности.
1 июня 2014 года в связи с банкротством троллейбусное движение закрылось.

## Маршруты
До середины 1990-х годов было 7 маршрутов:
| №  | Маршрут                       |
| -- | ----------------------------- |
| 1  | Вокзал — ПЗТМ (ПМЗ)           |
| 2  | Вокзал — Мост через Ишим      |
| 3  | ПЗТМ (ПМЗ) — ДСР              |
| 4  | Вокзал — с. Новопавловка      |
| 5  | ПЗТМ (ПМЗ) — оз. Пёстрое      |
| 5a | оз. Пёстрое — с. Новопавловка |
| 6т | Вокзал — Бишкуль              |

На момент закрытия работали только маршруты 4 и 1.

## Подвижной состав
На момент закрытия троллейбуса города Петропавловск, парк состоял из ТП KAZ 398, ЗиУ-9, МТРЗ-6223, БТЗ-52761, БТЗ-5276-01 и БТЗ-5276-04.